# Ду (притока Сони)
Ду (Doubs) — річка у Франції (Бургундія-Франш-Конте) і Швейцарії (Невшатель і Юра). Завдовжки 453 км. Площа водозбірного басейну — 7710 км.
Розташована на південному сході Франції і заході Швейцарії, кордон між якими річка утворює на відтинку приблизно 40 кілометрів.
Виток знаходиться в горах Юра Франції. Ду є однією з лівих приток річки Сона.
Річка Ду має зимовий паводок, з грудня по березень включно, максимум в січні-лютому. Найнижчий рівень води в річці влітку, в період з липня по вересень включно.